# Tungrecani

Scudo dei Tungrecani seniores secondo la Notitia dignitatum.

I Tungrecani furono una legione romana (auxilia palatina) del tardo impero. Il nome deriva dai Tungri, una popolazione gallica, e fa riferimento ad un possibile stazionamento dell'unità presso tale popolo; la legione fu creata assieme ai Divitenses.

## Storia
I Tungrecani sono attestati per la prima volta nell'esercito di Costantino I. Nell'estate del 365, i Tungrecani iuniores e i Divitenses iuniores furono mandati dall'imperatore romano Valente a contrastare la minaccia di un attacco dei Goti in Tracia. Mentre le truppe passavano da Costantinopoli, l'usurpatore Procopio li convinse a disertare Valente e a passare dalla sua parte, facendo leva sulla propria appartenenza alla dinastia costantiniana, sulla presenza al suo fianco della moglie e della figlia del deceduto imperatore Costanzo II, e su un donativo.
Un'iscrizione ritrovata a Laupersdorf identifica un certo Aurelio o Avero come tribuno dei Tungrecani Seniores.